# 2023 au Canada
Pour un article plus général, voir Chronologie du Canada.
Cet article traite des événements qui se sont produits durant l'année 2023 au Canada.

## Événements

### Janvier 2023
- 3 janvier : La Colombie-Britannique enregistre 5 premiers cas du sous-variant Omicron XBB 1.5[1].
- 4 janvier : Première journée nationale de la jupe à rubans[2]
- 9 janvier : Ranj Pillai est élu premier ministre du Yukon et chef du Parti libéral du Yukon[3]. Il succède à Sandy Silver.
- 26 janvier : 
  - Le gouvernement canadien nomme une première représentante spéciale pour lutter contre l’islamophobie[4].
  - Le gouvernement canadien annonce l'envoi de quatre chars Leopard 2 en Ukraine[5].
  - L'Université Harvard retourne un poteau de maison appartenant à la nation gitxaala en Colombie-Britannique[6].
- 31 janvier : Début du projet pilote fédéral sur la décriminalisation de la possession de petites quantités de drogues dures en Colombie-Britannique[7].

### Février 2023
- 1er février : Candice Bergen, députée de Portage—Lisgar et ex-cheffe intérimaire du Parti conservateur du Canada, quitte la vie politique[8].
- 2 février : Un ballon chinois soupçonné de surveillance et d'espionnage est abattu après avoir survolé le Canada et les États-Unis.
- 8 février : Un autobus fonce dans une garderie à Laval causant 2 morts et 6 blessés[9].
- 11 février : Un troisième ballon est abattu au-dessus du territoire du Yukon[10].
- 12 février : Un quatrième ballon est abattu au-dessus du lac Huron[11].
- 13 février : L'explosion de quatre maisons à Ottawa fait plus de 12 blessés[12].
- 17 février : Dépôt du rapport final de la commission Rouleau sur l'invocation de la loi sur les mesures d'urgence pour mettre fin au Convoi de la liberté[13]. Il mentionne que le gouvernement fédéral avait raison d’invoquer la Loi sur les mesures d’urgence pour mettre fin aux manifestations.
- 28 février : 
  - Le gouvernement canadien interdit l'application TikTok sur tous les appareils gouvernementaux[14].
  - La Chambre des communes interdit l'application TikTok[15].

### Mars 2023
- 7 mars : Les Canadiens qui avaient été reconnus coupables d'un certain nombre d'infractions qui ne figurent plus au Code criminel, comme se trouver dans un sauna gai ou se faire avorter, peuvent désormais faire disparaître ces condamnations de leur casier judiciaire[16].
- 8 mars : Marc Garneau, député de Notre-Dame-de-Grâce—Westmount, annonce sa démission[17].
- 13 mars : Attaque au camion-bélier à Amqui causant 3 morts et 8 blessés[18],[19].
- 16 mars : Le gouvernement canadien donne raison à des employés fédéraux noirs discriminés à la Commission des droits de la personne[20].
- 23 au 25 mars : Visite du président des États-Unis Joe Biden[21].
- 25 mars : Fermeture du chemin Roxham[22].
- 28 mars : présentation du budget fédéral pour 2023-24 prévoyant un déficit de 33,2 milliards de dollars.
- 30 mars : Une embarcation chavire dans les eaux du fleuve Saint-Laurent, à la hauteur du territoire d'Akwesasne[23]. Les huit personnes décédées étaient des migrants qui voulaient franchir la frontière américaine[24].
- 31 mars : Erin O'Toole, député de Durham et ex-chef du parti conservateur du Canada, quitte la vie politique[25].

### Avril 2023
- 3 avril : 
  - Jeremy Hansen deviendra le premier canadien en orbite autour de la Lune[26].
  - Élections générales prince-édouardiennes[27]. Le Parti progressiste-conservateur, mené par Dennis King, obtient un deuxième mandat majoritaire tandis que le Parti vert perd l'opposition officielle[28].
- 5 au 16 avril : 24e championnat du monde féminin de hockey sur glace à Brampton au Centre Powerade

### Mai 2023
- 6 mai : 
  - Couronnement de Charles III en tant que roi du Canada et des autres royaumes du Commonwealth.
  - Aux prises avec d'importants feux de forêt, l'Alberta déclare l'état d'urgence[29].
- 7 mai : Le gouvernement canadien expulse un diplomate chinois qui a intimidé le député Michael Chong et sa famille[30].
- 13 mai : Premier match de la WNBA en sol canadien à Toronto au Scotiabank Arena[31].
- 24 mai : Le Canada rétablit ses liens diplomatiques avec l'Arabie saoudite[32].
- 29 mai : élections générales albertaines. Le Parti conservateur uni, mené par Danielle Smith, obtient un deuxième mandat majoritaire[33].
- 31 mai : La Nouvelle-Écosse qualifie le feu de forêt dans le comté de Shelburne comme historique en superficie[34].

### Juin 2023
- 15 juin : Collision mortelle à Carberry, le bilan est de 15 morts[35].
- 16 juin : La démographie franchit le 40 millions d'habitants[36]
- 19 juin : Élections partielles dans les circonscriptions Notre-Dame-de-Grâce—Westmount, Oxford, Portage—Lisgar et Winnipeg-Centre-Sud.
- 25 juin : Montréal est la ville la plus polluée au monde dû au smog des incendies dans la province[37].

### Juillet 2023
- 13 juillet : Des orages violents et des tornades s'abattent sur l'Ontario et le Québec[38],[39],[40],[41]
- 16 au 23 juillet : Jeux Autochtones de l'Amérique du Nord à Halifax[42]
- 21 et 22 juillet : Des pluies torrentielles provoquent des inondations en Nouvelle-Écosse faisant 4 morts[43],[44],[45].
- 24 juillet : Élection partielle dans Calgary Heritage.

### Août 2023
- 2 août : Le premier ministre Justin Trudeau et sa femme Sophie Grégoire annoncent leur séparation[46]. Trudeau devient le deuxième premier ministre en fonction à annoncer une séparation soit 46 ans après Pierre Elliott Trudeau.
- 6 août : Des affrontements font 9 blessés lors du festival érythréen de Toronto[47]
- 15 août : Aux prises avec d'importants feux de forêt, les Territoires du Nord-Ouest déclarent l'état d'urgence[48]
- 18 août : Aux prises avec d'importants feux de forêt, la Colombie-Britannique déclare l'état d'urgence[49]
- 29 août : Un premier cas du variant BA.2.86 est signalé au pays[50]
- 31 août : Un accident de la route à Burlington cause l'évasion de 5 millions d'abeilles[51]

### Septembre 2023
- 15 au 18 septembre : Passage de la tempête post-tropicale Lee dans les maritimes causant des pannes d'électricité, des dommages matériels et végétaux et des inondations[52].
- 17 au 21 septembre : 24e Congrès mondial du pétrole à Calgary[53]
- 21 septembre : Le premier ministre de l'Ontario Doug Ford s'excuse pour sa « mauvaise » décision dans la controverse sur les arrêtés ministériels de zonages de l'Ontario et promet d'inverser l'échange de terres dans la ceinture de verdure[54].

### Octobre 2023
- 3 octobre : élections générales manitobaines, le Nouveau Parti démocratique du Manitoba forme un gouvernement majoritaire[55]. Leur chef, Wab Kinew, devient la première personne d'origine autochtone à être premier ministre de la province.

### Novembre 2023
- 14 novembre : élections générales ténoises

### Décembre 2023
- 7 décembre : Cindy Woodhouse devient cheffe de l’Assemblée des Premières Nations (APN)[56].

## À surveiller
- x

## Décès en 2023
Cette section contient les personnalités notables canadiennes mortes en 2023 et les personnalités notables non canadiennes mortes en 2023 au Canada.
- 1er janvier : 
  - Ghislain Lebel, homme politique
  - Bob Rivard, joueur professionnel de hockey sur glace
- 3 janvier : Joseph Koo, compositeur
- 5 janvier : Michael Snow, artiste multidisciplinaire
- 12 janvier : Robbie Bachman, musicien et membre fondateur du groupe Bachman-Turner Overdrive
- 14 janvier : David Onley, journaliste et lieutenant-gouverneur de l'Ontario de 2008 à 2014
- 15 janvier : Gino Odjick, joueur professionnel de hockey sur glace
- 21 janvier : René Laurin, homme politique
- 28 janvier : Viola Léger, comédienne et sénatrice
- 29 janvier : Hazel McCallion, femme politique
- 30 janvier : Bobby Hull, joueur professionnel de hockey sur glace
- 11 février : Isztar Zawadzki, météorologue
- 18 février : Léopold Foulem, céramiste et professeur
- 24 février : Louis Roquet, haut fonctionnaire
- 25 février : Gordon Pinsent, acteur
- 7 mars : Lynn Seymour, danseuse et chorégraphe
- 11 mars : Keith Johnstone, metteur en scène
- 14 mars : Louisette Dussault, actrice
- 15 mars : Jacques Cossette-Trudel, militant politique et conseiller en communication
- 16 mars : 
  - Claude Fournier, réalisateur
  - Sharon Acker, actrice
- 17 mars : Pierre A. Michaud, juge
- 18 mars : Guy Arsenault, poète et artiste visuel
- 3 avril : Greg Francis, joueur professionnel et entraineur de basket-ball
- 10 avril : Raymond Sawada, joueur professionnel de hockey sur glace
- 14 avril : Marilyn Ruth Take, patineuse artistique
- 26 avril : Michel Biron, homme d'affaires et sénateur
- 28 avril : Tim Bachman, musicien et membre fondateur du groupe Bachman-Turner Overdrive
- 1er mai : Gordon Lightfoot, auteur-compositeur-interprète
- 2 mai : Charles E. Caouette, professeur
- 5 mai : 
  - Réal D'Amours, journaliste
  - Brian McKenna, réalisateur et acteur
- 6 mai : Marc Lalonde, avocat et homme politique
- 7 mai : Victor Stasiuk, joueur professionnel et entraineur de hockey sur glace
- 10 mai : 
  - Ian Hacking, épistémologue et philosophe
  - Diane Lacombe, écrivaine
- 11 mai : Nicole Tremblay, artiste peintre
- 13 mai : Phil Nuytten, entrepreneur et inventeur
- 14 mai : Samantha Weinstein, actrice
- 21 mai : Charles Donald Bateman, inventeur
- 29 mai : Michel Côté, acteur
- 30 mai : François Hébert, professeur et écrivain
- 2 juin : 
  - Reno Salvail, artiste multidisciplinaire, photographe et auteur
  - Willie Marshall, joueur professionnel de hockey sur glace
- 8 juin : Louis LeBel, juriste et juge de la Cour suprême du Canada
- 9 juin : Floyd Martin, joueur professionnel et entraîneur de hockey sur glace
- 22 juin : 
  - Pierre Jutras, réalisateur et scénariste
  - Marion Reid, lieutenante-gouverneure de l'Île-du-Prince-Édouard de 1991 à 1994
- 28 juin : 
  - Louis Gauthier, écrivain
  - Sue Johanson, infirmière et écrivaine
- 29 juin : Stephen Owen, homme politique
- 30 juin : Marc-André Lussier, journaliste
- 4 juillet : Denise Bombardier, animatrice et productrice de télévision, chroniqueuse, romancière, essayiste et polémiste
- 6 juillet : Gene Gaines, joueur professionnel et entraîneur de football canadien
- 9 juillet : Michel Dupuy, homme politique
- 14 juillet : William MacMillan, joueur professionnel et entraîneur de hockey sur glace
- 15 juillet : Lew Morrison, joueur professionnel de hockey sur glace
- 16 juillet : Ghislain Dufour, président du Conseil du patronat du Québec
- 24 juillet : Ethel Bruneau, danseuse, chanteuse et enseignante
- 25 juillet : Pat Carney, femme politique, ministre fédérale et sénatrice
- 26 juillet : Zïlon, artiste multidisciplinaire
- 27 juillet : 
  - Pierre Collin, acteur et metteur en scène
  - Wayne Maxner, joueur professionnel et entraîneur de hockey sur glace
- ?? juillet : Dave Hilton, Sr., boxeur professionnel et membre de la famille Hilton.
- 3 août : Bob Murdoch, joueur professionnel et entraineur de hockey sur glace
- 6 août : Gilles Gilbert, joueur professionnel de hockey sur glace
- 9 août : 
  - Hugh Segal, homme politique, sénateur
  - Robbie Robertson, guitariste (The Band), compositeur, acteur, producteur et scénariste
- 11 août : Chris Axworthy, homme politique et professeur
- 13 août : 
  - Rachel Laurin, organiste et compositrice
  - Patricia Bredin, actrice et chanteuse
- 14 août : Bobby Baun, joueur professionnel de hockey sur glace
- 20 août : Isabel Crook, anthropologue
- 22 août : Alexandra Paul, patineuse artistique
- 24 août : Keith Spicer, fonctionnaire, journaliste, écrivain, premier commissaire aux langues officielles du Canada
- 26 août : Yvon Pedneault, journaliste sportif
- 1er septembre : Raymond Moriyama, architecte, chancelier de l'Université Brock de Toronto
- 2 septembre : Adrien Ouellette, enseignant et homme politique
- 5 septembre : 
  - Adam Exner, évêque catholique
  - Pierre Camu, professeur et géographe
- 6 septembre : John Winston Foran, policier, homme politique, ministre de la Sécurité publique et procureur général du Nouveau-Brunswick
- 7 septembre : Peter Charles Newman, journaliste, écrivain et éditeur
- 8 septembre : Monique Bégin, femme politique et ministre fédérale
- 11 septembre : Lloyd Hines, homme politique et ministre néo-écossais
- 15 septembre : Claude Cormier, architecte paysagiste
- 20 septembre : Renée Hudon, animatrice, conférencière et comédienne
- 26 septembre :
  - Raynald Blais, homme politique
  - Michel Cartier, professeur et intellectuel
- 28 septembre : Louis Bernatchez, biologiste et professeur
- 29 septembre : Anne Kahane, artiste peintre, sculptrice et enseignante
- 5 octobre : Jonathan Beare, rameur, médaillé olympique
- 7 octobre : Viviane Silver, militante pour la paix
- 8 octobre : Dunc Wilson, joueur de hockey sur glace
- 11 octobre : James Matthew Lee, premier ministre de l'Île-du-Prince-Édouard de 1981 à 1986
- 13 octobre : 
  - Hubert Reeves, astrophysicien, vulgarisateur scientifique et écologiste
  - Michel Lapierre, écrivain et journaliste
  - Sonia del Rio, danseuse de flamenco
  - Robert Demers, avocat, administrateur et financier
- 14 octobre : 
  - Guy Latraverse, agent d'artistes et producteur de spectacles
  - Roméo Savoie, architecte, peintre et poète acadien
  - René Serge Larouche, homme politique
- 20 octobre : Melvin Gallant, professeur, critique littéraire, éditeur et écrivain
- 21 octobre : Natalie Zemon Davis, historienne et professeure d'université
- 23 octobre : Yves Beaumier, philosophe et homme politique
- 25 octobre : Ed Sandford, joueur professionnel de hockey sur glace
- 26 octobre : Hélène Alarie, agronome, fonctionnaire, professeure et femme politique
- 31 octobre : Fabien Roy, homme politique, chef du Parti Crédit social du Canada de 1979 à 1980
- 3 novembre : Ian Ferrier, poète, musicien, chorégraphe et animateur
- 5 novembre : Donald Shebib, réalisateur, monteur, directeur de la photographie, scénariste et producteur
- 6 novembre : Léa-Marie Cantin, actrice
- 8 novembre : Bernard Lemaire, homme d'affaires, cofondateur de Cascades
- 9 novembre : David Gauthier, philosophe et professeur
- 10 novembre : Gordon Gibson Jr., chercheur et homme politique
- 12 novembre : Rose-Aimée Bélanger, sculptrice
- 14 novembre : André Berthiaume, romancier, nouvelliste et essayiste
- 15 novembre : Karl Tremblay, chanteur du groupe Les Cowboys Fringants
- 17 novembre : Gregory Woolley, criminel,  « parrain des gangs de rue »
- 19 novembre :
  - Marcel Lessard, contremaître et homme politique
  - Madeleine des Rivières, écrivaine et traductrice agréée, auteure de contes et de biographie
- 21 novembre : Richard Cloutier, psychologue et professeur
- 22 novembre : Émile Martel, poète, traducteur, nouvelliste, diplomate, écrivain et romancier
- 28 novembre : Luc Tremblay, homme politique, député de Chambly de 1981-1985
- 29 novembre : Maurice Leroux, réalisateur
- 1er décembre :
  - Bruce Dickson, joueur de hockey
  - Daniel Langlois, homme d'affaires et mécène
- 4 décembre : Gerald J. Comeau, homme politique et sénateur
- 5 décembre : 
  - John Rumble, cavalier, médaillé olympique
  - Yvon Pageau, paléontologue, géologue, écrivain et conférencier
- 6 décembre :
  - Noël Kinsella, homme politique et président du Sénat du Canada de 2006 à 2014
  - Dean Crawford, rameur d'aviron, médaillé olympique
- 8 décembre : David Gell, animateur de radio
- 10 décembre : Nive Voisine, historien et un homme d'Église
- 11 décembre : Alain Chartrand, scénariste, producteur et réalisateur
- 13 décembre : Gene Carr, joueur professionnel de hockey sur glace
- 17 décembre : Marie-Andrée Cossette, artiste, professeure de l'Université Laval
- 18 décembre : John Godfrey, homme politique
- 21 décembre : Roger Pomerleau, homme politique
- 23 décembre : Jean-Gabriel Castel, avocat international, professeur et théoricien du droit canadien
- 24 décembre :
  - Miro Kwasnica, enseignant et homme politique
  - Harry Rosen (en), détaillant de vêtements pour hommes
  - Réginald Savage, joueur de hockey
- 26 décembre :
  - Réjean Genest, jardinier, écrivain et homme politique
  - Paul Keddy, botaniste et écologiste
- 30 décembre : Jean-Gabriel Castel, avocat international, professeur d'université et théoricien du droit canadien

#### Articles sur l'année 2023 au Canada
- Pandémie de Covid-19 au Canada
- Convoi de la liberté

#### L'année sportive 2023 au Canada
- Championnat canadien de soccer 2023
- Coupe Memorial 2023
- Major League Soccer 2023
- Saison 2023 du CF Montréal
- Première ligue canadienne 2023
- Saison 2023 de la Ligue canadienne de football
- Saison 2023 de la Première ligue de soccer du Québec
- Saison 2023 de la Super League
- Saison 2022-2023 des Raptors de Toronto
- Saison 2023-2024 des Raptors de Toronto
- Saison 2022-2023 de la LHJMQ
- Saison 2023-2024 de la LHJMQ
- Grand Prix cycliste de Montréal 2023
- Grand Prix cycliste de Québec 2023
- Tournoi du Canada de rugby à sept 2023

#### L'année 2023  au Canada par province ou territoire
- 2023 en Colombie-Britannique
- 2023 au Manitoba
- 2023 en Nouvelle-Écosse
- 2023 au Nouveau-Brunswick
- 2023 au Nunavut
- 2023 en Ontario
- 2023 au Québec
- 2023 en Saskatchewan
- 2023 à Terre-Neuve-et-Labrador
- 2023 aux Territoires du Nord-Ouest
- 2023 au Yukon
- 2023 en Alberta

#### L'année 2023 dans le reste du monde
- L'année 2023 dans le monde
- 2023 par pays en Amérique, 2023 au Canada, 2022 aux États-Unis, 2023 au Québec
- 2023 en Europe, 2023 dans l'Union européenne, 2023 en Belgique, 2023 en France, 2023 en Italie, 2023 en Suisse
- 2023 en Afrique • 2023 par pays en Asie • 2023 en Océanie
- 2023 aux Nations unies
- Décès en 2023